# Copaifera salikounda
Copaifera salikounda là một loài rau đậu thuộc họ Fabaceae.
Loài này có ở Bờ Biển Ngà, Ghana, Guinea, Liberia, và Sierra Leone.
Chúng hiện đang bị đe dọa vì mất môi trường sống.